# 赵肃 (北朝)
赵肃（?—?），表字慶雍，河南郡洛阳县（今河南省洛阳市东）人，北魏、东魏、西魏官员。

## 生平
赵肃的家族世代定居在黄河以西，等到沮渠氏北凉灭亡，赵肃的曾祖赵武才归附北魏，获赐爵金城侯。赵肃的祖父赵兴是北魏中书博士，父亲赵申侯被举荐为秀才，出任后军府主簿。
赵肃的德行操守很早就很突出，在当时就很有名气、北魏正光五年（524年），郦道元出任河南尹，征辟赵肃出任主簿。孝昌年间，赵肃以殿中侍御史为起家官，加威烈将军、奉朝请、员外散骑侍郎。不久赵肃出任直后，转任直寝。永安元年（528年），赵肃出任廷尉平。永安二年（529年），赵肃转任廷尉监，后因为母亲去世而离职，又起复出任廷尉正，因为患病被免职。很久之后，赵肃出任征虏将军、中散大夫，升任左将军、太中大夫。东魏天平初年，赵肃出任新安郡太守，任期满后，赵肃回到洛阳。
大统三年（537年），独孤信东征，赵肃率领宗族为西魏军担任乡导，出任司州治中，转任司州别驾，监督粮食储备，保证了军队供应。宇文泰听说后，对人说：“赵肃可以称为洛阳的主人。”大统七年（541年），赵肃加镇南将军、金紫光禄大夫、都督，仍然为司州别驾。赵肃率领所部义军，据守大坞。赵肃又兼任行台左丞，东道慰劳。大统九年（543年），赵肃代理华山郡太守。
大统十三年（547年），赵肃出任廷尉少卿。大统十四年（548年）元旦，西魏朝廷举行朝礼，没有封爵的不能参加。赵肃当时没有爵位，左仆射长孙俭向宇文泰为之请求。宇文泰召见赵肃说：“年初行礼，您怎么能不参与，为何不早说呢？”宇文泰于是命令赵肃自己选择封号，赵肃说：“河清是天下太平的征兆，希望以此为名号。”赵肃于是被封为清河县子，食邑三百户。大统十六年（550年），赵肃出任廷尉卿，加征东将军。赵肃长期担任司法的官员，执法公正，凡是判决处理之事，都合情合理。赵肃奉行廉洁谨慎，不经营产业，当时的人都因此称赞他。大统十七年（551年），赵肃进位车骑大将军、仪同三司、散骑常侍，获赐姓乙弗氏。
之前，宇文泰命令赵肃修订法律，赵肃花费了多年时间认真钻研，因此患上重病而离职，在家中去世。

## 家庭

### 子女
- 赵正礼，北周齐王宇文宪府属、大都督、新安郡太守
- 赵轨，隋朝寿州总管长史
- 赵氏，第二女，嫁隋朝使持节、车骑大将军、仪同三司、硖州刺史辛韶[10]

## 延伸阅读
[在维基数据编辑]
 《周書/卷37》，出自令狐德棻《周書》
 《北史·卷070》，出自李延壽《北史》